# مورافا
مورافا (بالتشيكية والسلوفاكية: Morava، بالألمانية: March) نهر يقع في أوروبا الوسطى. يعد أهم أنهار منطقة مورافيا التاريخية التي سميت على اسمه. ينبع النهر من جبل كرالتسي سنزنك في الجزء الشمالي الغربي لتشيكيا قرب الحدود مع بولندا وسلوفاكيا. يشكل النهر الحدود الطبيعية لتشيكيا مع سلوفاكيا ثم للنمسا مع سلوفاكيا.
بعد قطعه لمسافة 358 كم يصب في نهر الدانوب في العاصمة السلوفاكية براتيسلافا. أهم المدن التي تطل عليه هي أولوموتس في تشيكيا وبراتيسلافا في سلوفاكيا . نهر ثايا هو أحد روافد المورافا إذ يلتقي معه على حدود منطقة مورافيا مع إقليم النمسا السفلى.
ومورافا (Morava) هو الاسم ذاته الذي يطلق على منطقة مورافيا باللغة التشيكية والسلوفاكية.

## معرض صور

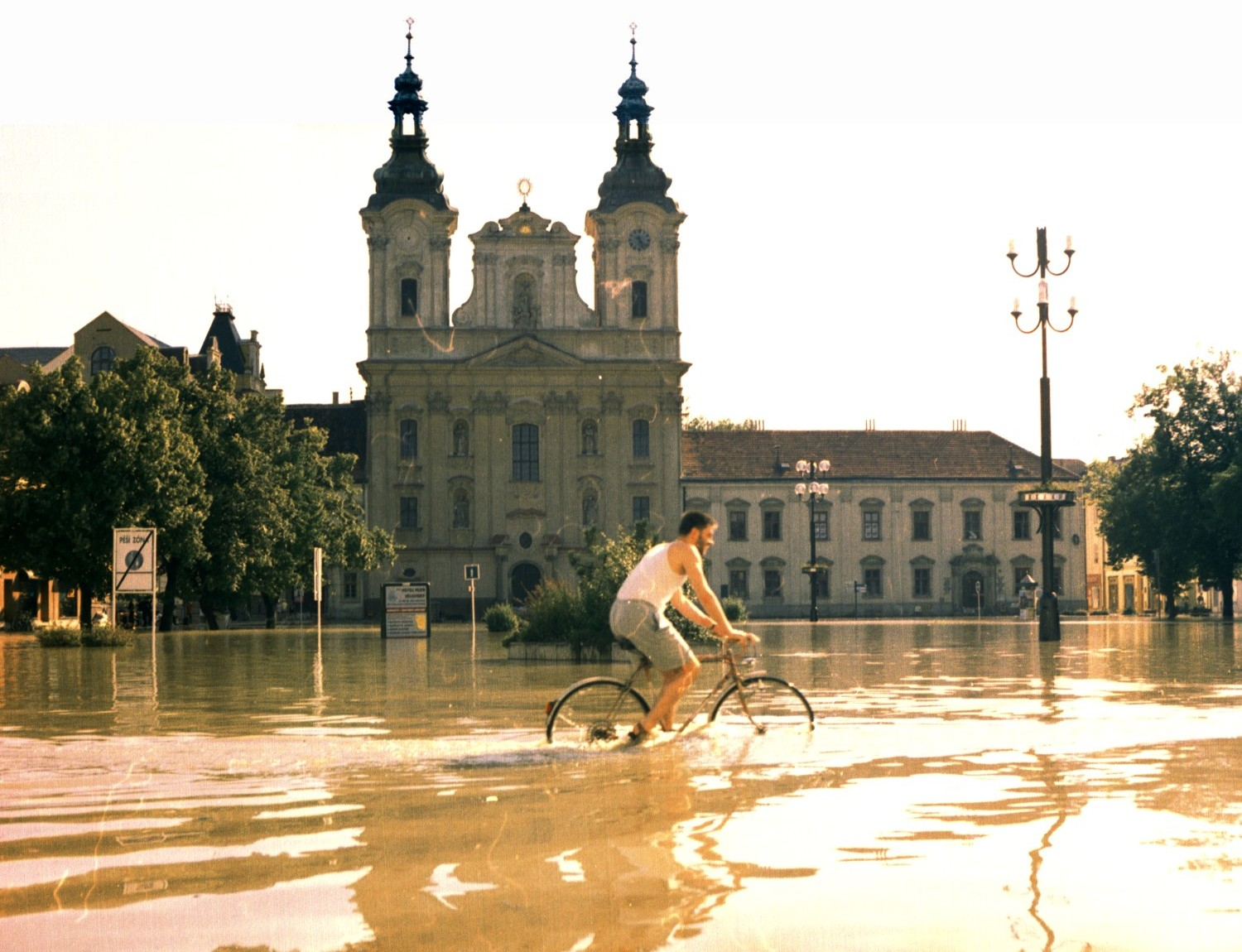
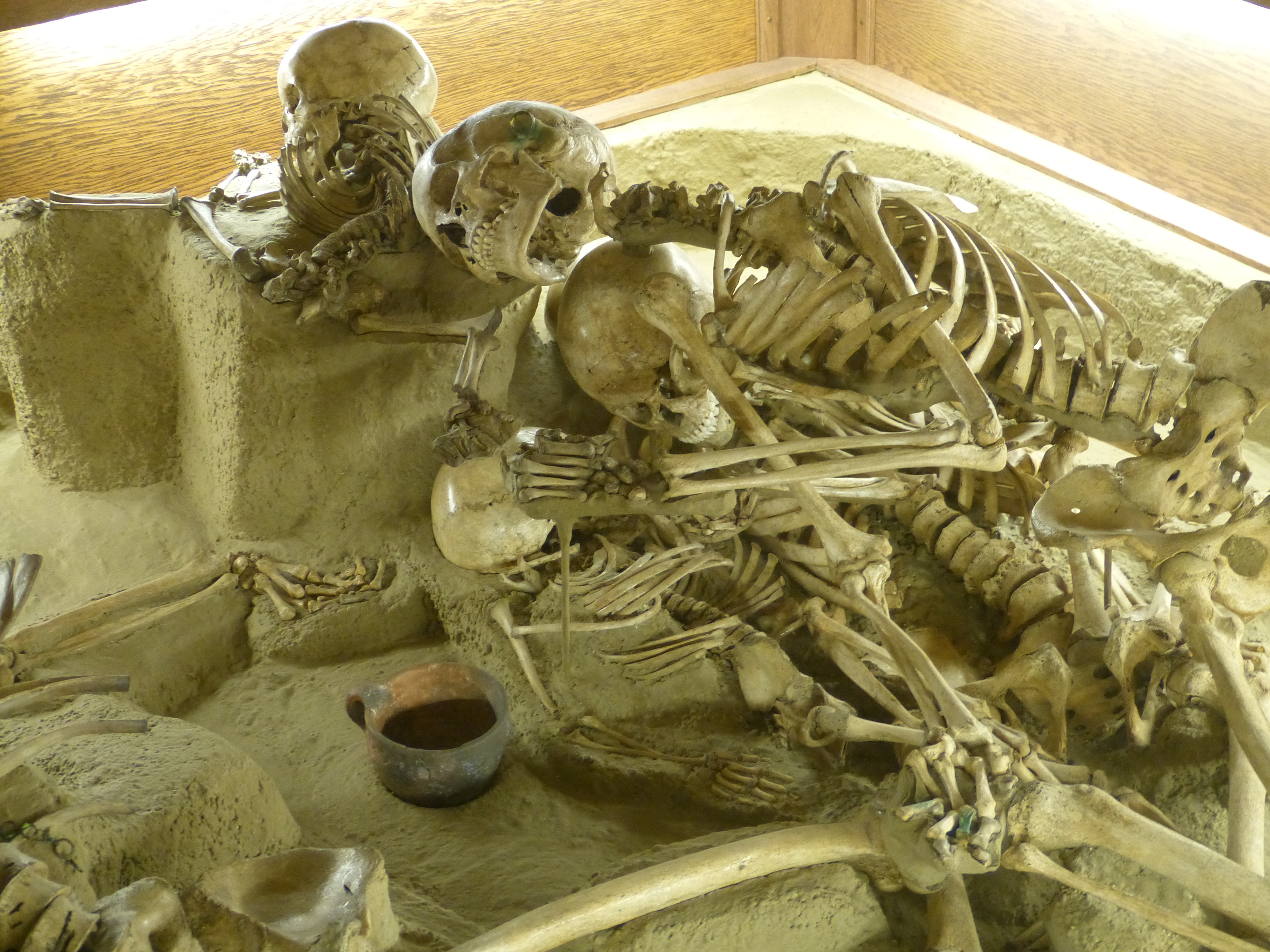
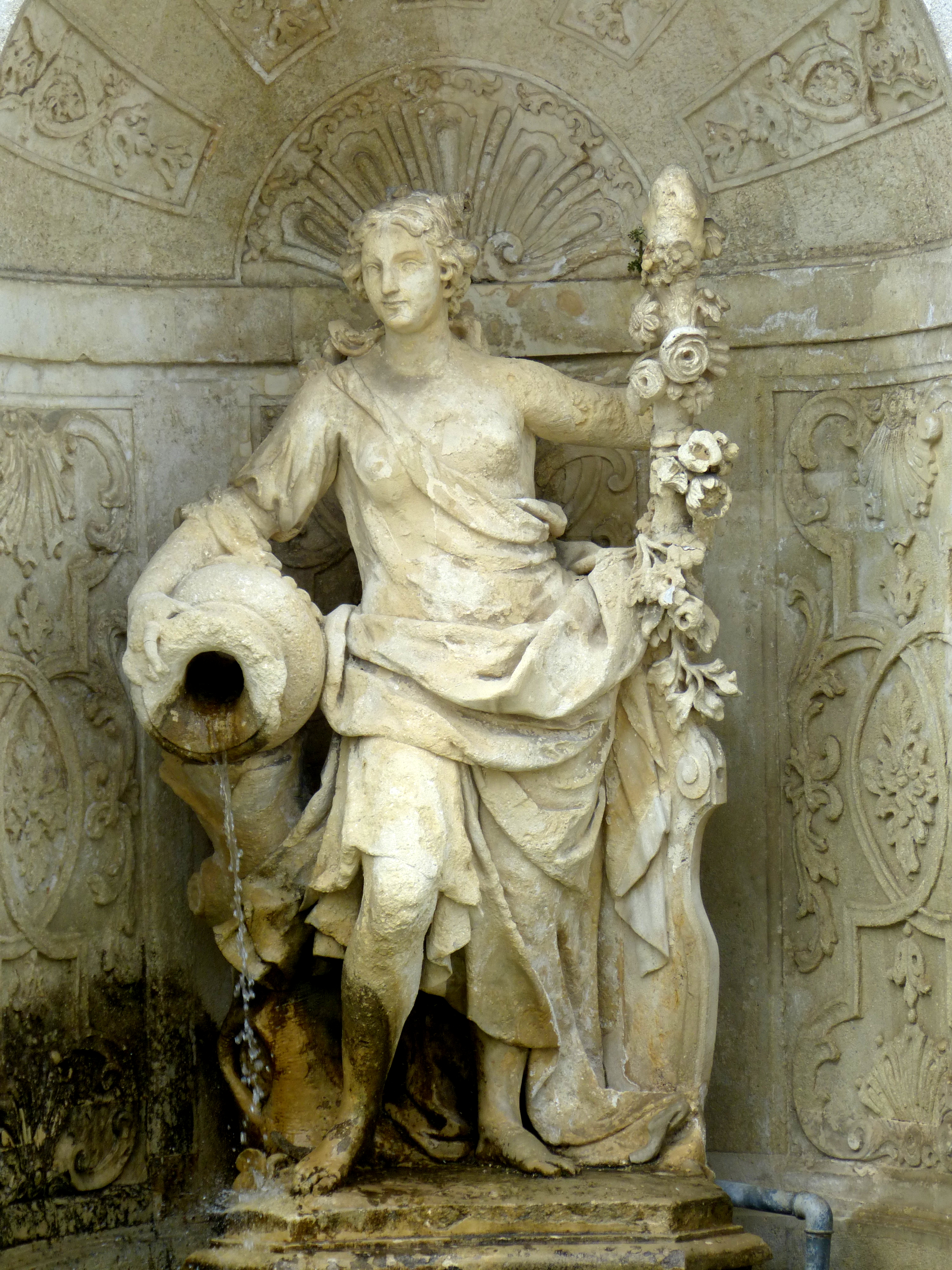